# ALL SINGLeeeeS 〜& New Beginning〜
『ALL SINGLeeeeS ～& New Beginning～』（オールシングルース アンド ニュービギニング）は、2017年1月24日に発売された日本の4人組ボーカルグループ・GReeeeNのベスト・アルバム。

## 概要
2009年発売の「いままでのA面、B面ですと!?」、2015年発売の「C、Dですと!?」に次ぐ3枚目であり、2007年のデビュー以降に発売されたシングル表題曲30曲（配信シングル除く）と、ボーナス・トラック『ソビト』の計31曲を全曲リマスタリング音源で収録したデビュー10周年記念ベストアルバム。
CDは基本的に水曜日に発売されるのだが、本作は2007年のデビューシングル「道」の発売日である1月24日に合わせるために火曜日に発売された。

なお、「いままでのA面、B面ですと!?」でシングル曲として扱われていた「冬のある日の唄」は本作には収録されていない。

## 仕様
| タイトル   | 特典     | 価格   | 販売生産番号 |
| ---------- | -------- | ------ | ------------ |
| 初回限定盤 | 2CD+2DVD | 4200円 | UPCH-7222    |
| 通常盤     | 2CD      | 3000円 | UPCH-2112/3  |

## 収録曲

### Disc 1
1. 道
1stシングル。
2. HIGH G.K LOW ～ハジケロ～
2ndシングル。
3. 愛唄
3rdシングル。
4. 人
4thシングル。
5. BE FREE
5thシングルの1曲目。
6. 涙空
5thシングルの2曲目。
7. 旅立ち
6thシングル。
8. キセキ
7thシングル。
9. 扉
8thシングル。
10. 歩み
9thシングル。
11. 刹那
10thシングル。
12. 遥か
11thシングル。
本作に収録されているのは5月27日発売版である。
13. 花唄
12thシングル。
14. ソラシド
13thシングル。
15. 恋文 〜ラブレター〜
14thシングル。

### Disc 2
1. ミセナイナミダハ、きっといつか
15thシングル。
2. オレンジ
16thシングル。
3. OH!!!! 迷惑!!!!
17thシングル。
「C、Dですと!?」には収録されなかったため、本作がベストアルバム初収録となった。
4. 雪の音
18thシングル。
5. 桜color
19thシングル。
6. イカロス
20thシングル。
7. HEROES
21stシングル。
8. 愛し君へ
22ndシングル。
シングルバージョンはベストアルバム初収録。
9. 僕らの物語
23rdシングル。
10. 愛すべき明日、一瞬と一生を
24thシングル。
11. SAKAMOTO
25thシングル。
ベストアルバム初収録。
12. 夢
26thシングル。
ベストアルバム初収録。
13. 始まりの唄
27thシングル。
ベストアルバム初収録。
14. beautiful days
28thシングル。
ベストアルバム初収録。
15. 暁の君に
29thシングル。アルバム初収録。
シングルとはアレンジが異なるアルバムバージョンを収録。
16. ソビト
新曲。東映系映画『キセキ -あの日のソビト-』主題歌。

### DVD

#### Disc 1
1. 道
2. HIGH G.K LOW 〜ハジケロ〜
3. 愛唄
4. 人
5. BE FREE
6. 涙空
7. 旅立ち
8. キセキ
9. 扉
10. 歩み
11. 刹那
12. 遥か
13. 花唄
14. ソラシド
15. 恋文 ～ラブレター～

#### Disc 2
1. ミセナイナミダハ、きっといつか
2. オレンジ
3. OH!!!!迷惑!!!!
4. 雪の音
5. 桜color
6. イカロス
7. HEROES
8. 愛し君へ
9. 僕らの物語
10. 愛すべき明日、一瞬と一生を
11. SAKAMOTO
12. 夢
13. 始まりの唄
14. beautiful days
15. 暁の君に
16. 遠くの空 指さすんだ